# Gauteric
Gauteric fou un comes (cap militar) visigot enviat pel rei Euric a conquerir la Tarraconense central i oriental i altres regions fins al Regne dels sueus vers el 481.
Gauteric va travessar els Pirineus procedent d'Aquitània probablement pel pas de Roncesvalls, per la via de Bordeus a Saragossa per Pamplona. A diferència d'altres vegades abans, aquesta vegada no entraven a Hispània al servei de l'Imperi Romà (ja desaparegut el 476), sinó com a conqueridors.
Les autoritats locals d'aquestes zones es van sotmetre segurament sense lluita, davant un exèrcit molt superior i contra el qual difícilment podien esperar cap èxit (les ciutats emmurallades, com Tarraco, malgrat els escassos mitjans militars de l'època que feien difícil franquejar muralles fortes, van ser preses pels visigots i les tàctiques guerrilleres no eren utilitzables contra un exèrcit potent).
Les ciutats disposaven d'una administració que en els seus aspectes principals era continuadora de l'administració romana i consideraven als visigots (en procés de romanització) com aliats imperials, tal com havien actuat durant anys. Les ciutats van sotmetre's a Gauteric.
Fou en aquesta època (cap al 482) que a la Vall de l'Ebre es van establir els primers propietaris visigots, els quals anirien acompanyats de les seves famílies, dels seus esclaus i dels seus servidors. Alguns autors sospiten que fou en aquesta època quan es va establir a la Vall de l'Ebre un magnat got ancestre del comte Casi (Casius, després Banu Qasi).